# Dragon Ball (аніме)
Dragon Ball (яп. ドラゴンボール, Doragon Bōru) — аніме-серіал студії Toei Animation, адаптація перших 194 з 519 глав манґи Акіри Торіями Dragon Ball. Серіал вперше транслювався з лютого 1986 по квітень 1989 року на телеканалі Fuji TV, а згодом був показаний у 81 країні по всьому світу.

## Сюжет

### Сага Імператора Пілафа
Серіал починається з того, що юний хлопчик з мавпячим хвостом на ім'я Ґоку, який самотньо живе в лісі, знайомиться з дівчинкою-підлітком на ім'я Бульма, яка шукає сім містичних перлин — драгонболлів, один з яких знаходиться у Ґоку. Разом вони вирушають на пошуки перлин, які викликають вічного дракона Шенрона і виконують будь-яке бажання того, хто його викликає. Подорож приводить Ґоку до зустрічі з Майстром Роші та протистояння зі свинею-перевертнем Улуном, а також з пустельним розбійником Ямча та його супутником Пуаром і Бичачим Королем, які згодом стають союзниками; Чі-Чі, з якою Ґоку несвідомо погоджується одружитися; та Імператором Пілафом, синьошкірим бісом, який шукає драгонболли, щоб здійснити своє прагнення до світового панування. Улун заважає Пілафу здійснити своє бажання, загадавши пару ідеальних трусиків. Після кожного бажання всі драгонболли розлітаються по всьому світу, і їм потрібен цілий рік, щоб набути свого особливого вигляду.

### Сага Всесвітнього турніру з бойових мистецтв
Знайшовши драгонболли і використавши їх, Ґоку проходить суворі тренування під керівництвом всесвітньо відомого майстра бойових мистецтв Роші, щоб взяти участь у Всесвітньому турнірі бойових мистецтв Тенкайчі — змагальному бойовому турнірі, на який з'їжджаються бійці з усього світу. Монах на ім'я Курірін стає тренувальним партнером і суперником Ґоку, але вони швидко стають найкращими друзями. Після кількох місяців тренувань з майстром Роші Ґоку і Курірін беруть участь у турнірі, який проводиться кожні п'ять років. Вони б'ються з різними супротивниками, а Ямча б'ється з таємничим чоловіком на ім'я Джекі Чун, який виглядає і б'ється напрочуд схоже на Майстра Роші. Турнір триває, Ґоку і Джекі Чун виходять у фінал, і після кількох годин бою Джекі Чун розуміє, що Ґоку копіює всі його рухи. Усвідомлюючи, що Ґоку нижчий, він завдає Ґоку летючого удару ногою. Знаючи, що Ґоку завдасть такого ж удару у відповідь, довша нога Джекі Чуна може надійно дотягнутися до Ґоку і відправити його в нокдаун, перемігши його.

### Сага Армії Червоної Стрічки
Після турніру Ґоку самотужки вирушає на пошуки драгонболла, яку залишив йому покійний дідусь, і стикається з терористичною організацією, відомою як Армія Червоної Стрічки, чий мініатюрний лідер, Командир Ред, хоче зібрати драгонболли, щоб за допомогою них стати вищим. Ґоку здебільшого поодинці перемагає всю групу, включно з найманцем Тао, страшним вбивцею, найнятий «Червоною Стрічкою»; якому Ґоку спочатку програє, але після тренувань у відлюдника Коріна легко перемагає. Після перемоги над Тао Ґоку возз'єднується зі своїми друзями, і вони вирушають до ворожки Баби, щоб знайти останній драгонболл і воскресити батька Упи, якого переміг Тао, але спершу вони повинні перемогти всіх п'ятьох бійців Баби. Перемігши бійців Баби і знайшовши останній драгонболл, Ґоку воскрешає батька Упи, Бору, і вирушає тренуватися самостійно протягом трьох років.

### Сага Короля Пікколо
Ґоку та його друзі зустрічаються на Всесвітньому турнірі бойових мистецтв через три роки і знайомляться з суперником майстра Роші і братом Тао, майстром Шеном, та його учнями Тен Шинханом і Чаодзу, які присягаються помститися за смерть Тао від рук Ґоку. Після турніру Куріріна вбивають, і Ґоку розшукує його вбивцю, Тамбуріна, та програє йому і злому Королю Демонів Пікколо, якого звільнив Імператор Пілаф після того, як Майстер Мутайто запечатав його, коли Пікколо намагався захопити і зруйнувати весь світ. Ґоку зустрічає самурая з надмірною вагою Яджіробе, який після поразки від Тамбуріна забирає Ґоку до Коріна, де той зцілюється та отримує заряд енергії. Тим часом Пікколо вбиває майстра Роші та Чаодзу і використовує драгонболли, щоб подарувати собі вічну молодість, а потім знищує Шенрона, що призводить до знищення драгонболлів. Коли Король Пікколо готується зруйнувати Західне місто, щоб продемонструвати свою силу, Тен Шинхан прибуває, щоб протистояти йому, але зазнає поразки і ледь не гине від одного з виплодків Пікколо. Ґоку прибуває вчасно, щоб врятувати Тена, а потім вбиває Короля Пікколо, простреливши йому груди.

### Сага Пікколо-молодшого
Перед смертю Пікколо народжує свого останнього сина, Пікколо-молодшого. Корін повідомляє Ґоку, що Камі, творець драгонболлів, може відновити Шенрона і драгонболли, тож Ґоку може побажати, щоб його загиблі друзі повернулися до життя, що він і робить. Він також залишається і тренується під керівництвом Камі протягом наступних трьох років, знову возз'єднуючись зі своїми друзями для участі у Всесвітньому турнірі бойових мистецтв, а також з уже дорослою Чі-Чі і відродженим кіборгом Тао. Пікколо-молодший бере участь у турнірі, щоб помститися за свого батька, що призводить до фінальної битви між ним і Ґоку. Після того, як Ґоку з мінімальною перевагою перемагає Пікколо-молодшого, він відлітає з Чі-Чі, і вони одружуються, що призводить до подій Dragon Ball Z.

## Виробництво
Кадзухіко Торісіма, колишній редактор Торіями під час роботи над Dr. Slump і першою половиною Dragon Ball, розповідав, що так як на його думку аніме Dr. Slump не було успішним, він разом із Shueisha набагато серйозніше підійшли до роботи над Dragon Ball. Ще до початку виробництва аніме було створено докладний деталізований документ, що описує всі деталі проекту, включаючи, зокрема, і плановані до створення на його основі супутні товари. Торісіма детально підійшов до цієї роботи, вивчаючи способи краще подати аніме з ділового боку і навіть обговорював це з командою «Дораемона» із Shogakukan.
Торіяма також був залучений до створення аніме. Він зазначив, що на початку роботи команда зробила Dragon Ball надто барвистими, нав'язуючи йому палітру Dr. Slump. Йому також довелося взяти участь у прослуховуванні акторів, і саме він обрав Масако Надзаву на роль Ґоку. Пізніше Торіяма заявляв, що чує у голові її голос під час роботи над манґою. Він також обрав Маюмі Танаку на роль Куріріна після того, як почув Джованні в «Ночі на Галактичній залізниці». Взагалі, за словами Тору Фуруї, прослуховувань було небагато, тому що на ролі в основному призначалися досвідчені актори.
Тосіо Фурукава, який озвучував Пікколо, зазначив, що йому було важко весь час говорити низьким голосом, оскільки варто втратити концентрацію і проривався його звичайний легкий голос.
Сюнсуке Кікуті написав музику для Dragon Ball. На початку всіх серій звучить Makafushigi Adventure! (яп. 魔訶不思議アドベンチャー！, Макафусігі адобентя:!, «Таємнича пригода!») у виконанні Хірокі Такахасі. Наприкінці — Makafushigi Adventure! (яп. ロマンティックあげるよ, Романтікку агеру йо, «Я дам тобі романтику») у виконанні Усіо Хасімото.
Коли Торісіма відчув, що рейтинги Dragon Ball починають падати, він звернувся до студії з проханням замінити продюсера, в чиєму поданні твори Торіями бачилися «милими і забавними», через що губилися серйозні ноти в сюжеті. Під враженням від робіт режисера Кодзо Морісіти та сценариста Такао Коями над Saint Seiya він попросив їх допомогти «перезапустити»  Dragon Ball, що відповідало початку Dragon Ball Z.
У ході показу аніме було випущено також три повнометражні фільми: Curse of the Blood Rubies у 1986 році, Sleeping Princess in Devil's Castle у 1987-му та Mystical Adventure у 1988-му. У всіх трьох фільмах історії розвиваються паралельно серіалу і замислювалися так, щоб не впливати на його сюжет. У 1996 році до десятирічного ювілею аніме було випущено фільм The Path to Power.

## Сприйняття
Завдяки нескінченно повторюваному сюжету про пошуки чарівних перлин, аніме було досить тривалим і стало одним з хітів кінця 1980-х років. У 2000 році супутниковий канал Animax спільно з журналом Brutus і мережею відео-магазинів Tsutaya провели опитування серед 200 000 фанатів про кращий аніме-серіал, де Dragon Ball зайняв четверте місце. TV Asahi провело 2 опитування в 2005 році, щоб визначити ТОП-100 аніме: Dragon Ball посів друге місце в опитуванні по всій країні серед глядачів різного віку і третє — в онлайн-голосуванні.